# Zain al-Rafeea
Zain al-Rafeea (Dar'a, 10 ottobre 2004) è un attore siriano.

## Biografia
Zain al-Rafeea è nato a Dar'a, Siria. Nel 2012 si trasferisce con la sua famiglia a Beirut, in Libano, vivendo da rifugiato in un campo profughi. A 12 anni, pur essendo analfabeta, e, non avendo mai recitato, ottiene un ruolo nel film Cafarnao - Caos e miracoli, pellicola in cui interpreta il ruolo di Zain, un omaggio da parte della regista.
Nell'agosto del 2018 si trasferisce con la famiglia a Hammerfest, in Norvegia, dove ottiene il diritto di asilo. Secondo quanto riferito dalla regista Nadine Labaki, Zain, una volta trasferitosi, è riuscito ad andare a scuola per la prima volta nella sua vita e sta imparando a leggere e scrivere.

## Filmografia
- Cafarnao - Caos e miracoli, regia di Nadine Labaki (2018)
- Eternals, regia di Chloé Zhao (2021)

## Premi e riconoscimenti
- 2018: Festival internazionale del cinema di Adalia
  - Miglior attore per Cafarnao - Caos e miracoli
- Asia Pacific Screen Awards
  - Nomination per miglior attore per Cafarnao - Caos e miracoli
- New Mexico Film Critics
  - Miglior giovane attore/attrice per Cafarnao - Caos e miracoli

## Doppiatori italiani
Nelle versioni in italiano dei suoi film, è stato doppiato da:
- Luca Tesei in Cafarnao - Caos e miracoli